# 国家勋章 (牙买加)
国家勋章（Order of the Nation）是牙买加国家授勋及嘉奖制度的一部分，是全国等级第二高的勋章。1973年，牙買加當局開始頒發該勛章。
国家勋章只授予給牙買加總督以及牙买加总理；若获颁者已经获得过国家英雄勋章，那么他不会获颁国家勋章。2002年，所有已去世的牙买加前总理都被追授国家勋章。